# Trinity, Texas
Trinity là một thành phố thuộc quận Trinity, tiểu bang Texas, Hoa Kỳ. Năm 2010, dân số của xã này là 2697 người.

## Dân số
- Dân số năm 2000: 2721 người.
- Dân số năm 2010: 2697 người.